# 1984年全仏オープン
1984年 全仏オープン（1984ねんぜんふつオープン、Internationaux de France de Roland-Garros 1984）は、フランス・パリにある「スタッド・ローラン・ギャロス」にて、1984年5月28日から6月10日にかけて開催された。

## シード選手

### 男子シングルス
1. ジョン・マッケンロー　（準優勝）
2. イワン・レンドル　（初優勝）
3. ジミー・コナーズ　（ベスト4）
4. マッツ・ビランデル　（ベスト4）
5. ジミー・アリアス　（ベスト8）
6. ヤニック・ノア　（ベスト8）
7. アンドレス・ゴメス　（ベスト8）
8. ホセ・ルイス・クラーク　（2回戦）
9. ヘンリク・スンドストローム　（ベスト8）
10. ギレルモ・ビラス　（1回戦）
11. アンダース・ヤリード　（4回戦）
12. ホセ・ヒゲラス　（4回戦）
13. フアン・アギレラ　（4回戦）
14. トマシュ・スミッド　（2回戦）
15. ティム・メイヨット　（1回戦）
16. クリス・ルイス　（1回戦）

### 女子シングルス
1. マルチナ・ナブラチロワ　（優勝、2年ぶり2度目）
2. クリス・エバート・ロイド　（準優勝）
3. ハナ・マンドリコワ　（ベスト4）
4. アンドレア・イエガー　（大会開始前に棄権）
5. キャシー・ジョーダン　（2回戦）
6. ジーナ・ガリソン　（4回戦）
7. ジョー・デュリー　（2回戦）
8. キャシー・ホーバス　（ベスト8）
9. ヘレナ・スコバ　（1回戦）
10. マニュエラ・マレーバ　（4回戦）
11. シルビア・ハニカ　（3回戦）
12. アンドレア・テメシュバリ　（2回戦）
13. リサ・ボンダー　（ベスト8）
14. クラウディア・コーデ＝キルシュ　（4回戦）
15. カーリン・バセット　（ベスト8）
16. イバンナ・マドルガ　（1回戦）

## 大会経過

### 男子シングルス
準々決勝
- ジョン・マッケンロー vs.  ジミー・アリアス　6-3, 6-4, 6-4
- ジミー・コナーズ vs.  ヘンリク・スンドストローム　7-6, 6-1, 6-4
- マッツ・ビランデル vs.  ヤニック・ノア　7-6, 2-6, 3-6, 6-3, 6-3
- イワン・レンドル vs.  アンドレス・ゴメス　6-3, 6-7, 6-4, 6-3

準決勝
- ジョン・マッケンロー vs.  ジミー・コナーズ　7-5, 6-1, 6-2
- イワン・レンドル vs.  マッツ・ビランデル　6-3, 6-3, 7-5

### 女子シングルス
準々決勝
- マルチナ・ナブラチロワ vs.  キャシー・ホーバス　6-4, 6-2
- ハナ・マンドリコワ vs.  メリッサ・ブラウン　6-1, 6-4
- カミール・ベンジャミン vs.  リサ・ボンダー　7-6, 5-7, 6-3
- クリス・エバート・ロイド vs.  カーリン・バセット　4-6, 6-1, 6-0

準決勝
- マルチナ・ナブラチロワ vs.  ハナ・マンドリコワ　3-6, 6-2, 6-2
- クリス・エバート・ロイド vs.  カミール・ベンジャミン　6-0, 6-0

## 決勝戦の結果
- 男子シングルス： イワン・レンドル vs.  ジョン・マッケンロー　3-6, 2-6, 6-4, 7-5, 7-5
- 女子シングルス： マルチナ・ナブラチロワ vs.  クリス・エバート・ロイド　6-3, 6-1
- 男子ダブルス： ヤニック・ノア＆ アンリ・ルコント vs.  パベル・スロジル＆ トマシュ・スミッド　6-4, 2-6, 3-6, 6-3, 6-2
- 女子ダブルス： マルチナ・ナブラチロワ＆ パム・シュライバー vs.  ハナ・マンドリコワ＆ クラウディア・コーデ＝キルシュ　5-7, 6-3, 6-2
- 混合ダブルス： ディック・ストックトン＆ アン・スミス vs.  ローリー・ウォーダー＆ アン・ミンター　6-2, 6-4